# Barras de cor

Representação das barras coloridas do SD ECR-1-1978

As barras de cor ou colorbars são um sinal de vídeo que se utiliza na produção de programas de televisão para a comprovação do estado dos sistemas de produção, que geram, tratam e transmitem o sinal de televisão. Elas costumam aparecer "no ar" (sempre acompanhadas por um som agudo e senoidal, algumas vezes silenciosas) enquanto as emissoras de televisão realizam manutenções técnicas em seus equipamentos, o que geralmente acontece durante a madrugada, por ser um horário de baixa audiência.
Isso ocorreu com muita frequência até o final dos anos 90, mas até hoje em alguns locais pelo Brasil ainda é comum, especialmente no interior.

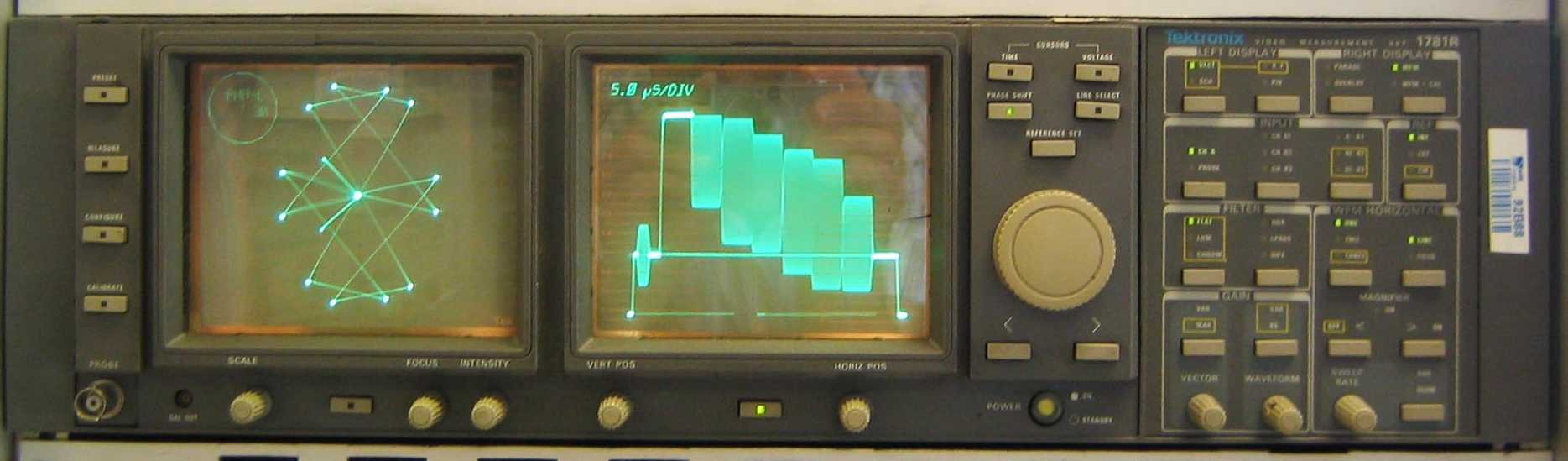
Barras de cor EBU vistas em um MFO e um vectoscópio

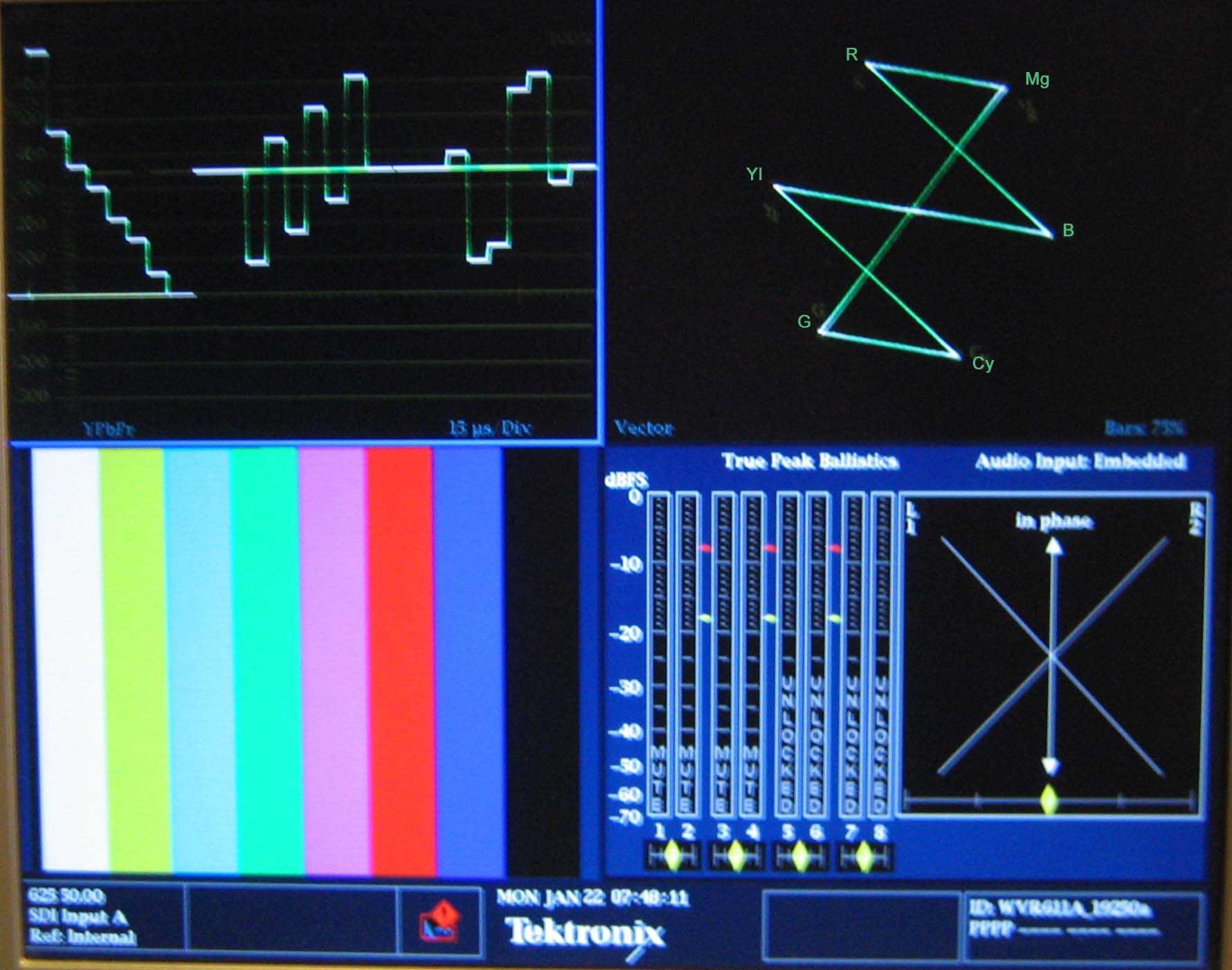
Barras de cor EBU em formato YUV

## Formato
A ordem das cores é a seguinte; negro, vermelho, amarelo, verde, ciano, azul, púrpura (magenta), branco e negro (análogo aos RGBW e CMYK). Os níveis dos sinais de luminância e de componentes de cor obtidos nesta tela são:
| Cor      | Luminância Y | R-Y   | B-Y   | S    | Y+S  | Y-S   |
| -------- | ------------ | ----- | ----- | ---- | ---- | ----- |
| Negro    | 0            | 0     | 0     | 0    | 0    | 0     |
| Vermelho | 0,30         | 0,70  | -0,30 | 0,76 | 1,06 | -0,46 |
| Amarelo  | 0,89         | 0,11  | -0,89 | 0,9  | 1,79 | -0,01 |
| Verde    | 0,59         | -0,59 | -0,59 | 0,83 | 1,41 | -0,24 |
| Ciano    | 0,70         | -0,70 | 0,30  | 0,76 | 1,46 | -1,06 |
| Azul     | 0,11         | -0,11 | 0,89  | 0,90 | 1,01 | -0,79 |
| Magenta  | 0,41         | 0,59  | 0,59  | 0,83 | 1,24 | -0,42 |
| Branco   | 1            | 0     | 0     | 0    | 1    | 1     |